# Unterfränkisches Taubertal und Laubwälder nördlich Röttingen
Unterfränkisches Taubertal und Laubwälder nördlich Röttingen este o arie protejată (arie de protecție specială avifaunistică — SPA) din Germania întinsă pe o suprafață de 1.864,18 ha, integral pe uscat.

## Localizare
Centrul sitului Unterfränkisches Taubertal und Laubwälder nördlich Röttingen este situat la coordonatele 49°32′05″N 9°57′09″E / 49.5347°N 9.9525°E.

## Înființare
Situl Unterfränkisches Taubertal und Laubwälder nördlich Röttingen a fost declarat arie de protecție specială avifaunistică în septembrie 2006 pentru a proteja 14 specii de animale.

## Biodiversitate
Situată în ecoregiunea continentală, aria protejată nu include niciun habitat protejat.
La baza desemnării sitului se află mai multe specii protejate de  păsări (14): pescăruș albastru (Alcedo atthis), fâsă de pădure (Anthus trivialis), erete de stuf (Circus aeruginosus), porumbel de scorbură (Columba oenas), ciocănitoarea de stejar (Dendrocopos medius), ciocănitoare neagră (Dryocopus martius), muscar-gulerat (Ficedula albicollis), capîntortură (Jynx torquilla), sfrâncioc roșiatic (Lanius collurio), privighetoare (Luscinia megarhynchos), grangur (Oriolus oriolus), ciocănitoare verzuie (Picus canus), turturică (Streptopelia turtur), silvie de câmp (Sylvia communis).